# Oleg II de Riazán
Oleg II de Riazán (Оле́г Ива́нович Ряза́нский en el alfabeto ruso) (? –1402, Solotcha), hijo de Iván II de Riazán, reinó como Gran Príncipe de Riazán desde 1350 hasta su muerte.
Luchó con el Principado de Moscú, el Ducado de Lituania y la Horda de Oro por la independencia del Principado de Riazán.
- Datos: Q4333471
- Multimedia: Oleg Ivanovich of Ryazan / Q4333471